# Sten & Stanley's australiska sångbok
Sten & Stanley's australiska sångbok är ett coveralbum från 1967 av den svenska gruppen Sten & Stanley, där de framför australiska sånger.

## Låtlista
1. Jag kan höra hur yxorna ljuder (Dust in the Sun)
2. Moreton bay-balladen (The Convict's Lament on the Death of Captain Logan)
3. Lime-juice dunken (The Limejuice Tub)
4. Fåret från Dalby (The Dalby Ram)
5. Klick, säger saxen (Click Go the Shears)
6. Valsa Matilda (Waltzing Matilda)
7. Vid stranden av Condamine (On the Banks of the Condamine)
8. Krokodilen (The Crocodile)
9. En sötvattenssjöbjörn (A Nautical Yarn)
10. Kapten Kidd (Captain Kidd)
11. I ett skjul av bark (In an Old Bark Hut)
12. En äkta overlander (The Overlander)